# Аринас, Гилберт
Ги́лберт Джей Ари́нас-младший (Эри́нас; англ. Gilbert Jay Arenas, Jr., произносится [əˈriːnɨs]; 6 января 1982, Тампа, Флорида, США) — американский профессиональный баскетболист. Играл на позиции разыгрывающего защитника, но способен был выполнять и роль атакующего защитника.
Аринас посещал Лос-Анджелесскую среднюю школу имени Улисса Гранта, расположенную в долине Глен, штат Калифорния, и на третьем году обучения там принял предложение стипендии Аризонского университета. Он попал на драфт НБА 2001 года и был выбран там клубом «Голден Стэйт Уорриорз» под общим тридцатым номером (второй раунд).
Он трижды становился участником Матча всех звёзд НБА, столько же раз был включён в Сборную всех звёзд НБА, а также стал обладателем трофея Самого прогрессирующего игрока НБА в сезоне 2002/03 года. Известный своей жёсткой конкурентоспособностью и отчасти необычными поведением и стилем, Аринас быстро стал любимцем болельщиков в Вашингтоне, выступая за местную команду НБА «Вашингтон Уизардс», в которой провёл бо́льшую часть профессиональной карьеры. В 2006 году фан-сайт «Уизардс» Wizznutzz.com шутливо назвал его «Агент Ноль» (англ. Agent Zero) — прозвищем, сильно полюбившимся Гилберту и закрепившимся за ним. Этим прозвищем Аринаса часто именовали, что было связано с его бывшим игровым номером «0», но впоследствии Аринаса всё чаще называли «Хибачи», намекая на традиционный японский небольшой гриль, в литературном переводе звучащий как «огненная чаша» (англ. bowl of fire). Оба прозвища быстро полюбились фанатам в Вашингтоне во время нахождения Аринаса в составе столичной команды.
Аринас был дисквалифицирован на бо́льшую часть сезона 2009/10 года из-за правонарушений, связанных с огнестрельным оружием, что вытекало из эпизода 24 декабря 2009 года, а также последовавших за этим событий, предавших огласке этот инцидент.
В конце 2010 года Аринас был обменян из «Вашингтон Уизардс» в «Орландо Мэджик». 9 декабря 2011 года «Мэджик» отказались от него. 20 марта 2012 года, к концу сезона 2011/12 года, Аринаса подписали «Мемфис Гриззлис». В конце 2012 года он присоединился к клубу КБА «Шанхай Шаркс», где и завершил карьеру в 2013 году.

## Ранние годы

### Детство
Аринас родился в городе Тампа, штат Флорида. Его прадед по линии отца родом из Кубы. Гилберт вырос в долине Сан-Фернандо, что расположена в части Лос-Анджелеса, где он играл в баскетбол, выступая за команду школы имени Улисса Гранта. Там за ним был закреплён номер «25», под которым он выступал.

### Аризонский университет
В 1999 году Аринас получил место в баскетбольной команде Аризонского университета. Он отыграл за «Аризона Уайлдкэтс» 70 матчей в 2 сезонах с 15,8 очками, 3,8 подборами, 2,2 передачами и 30,5 минутами в среднем за игру. Самой результативной по количеству очков за «Уайлдкэтс» для Аринаса стала игра против «УКЛА Брюинз», где он набрал 30 очков. Завоевав звание Самого выдающегося игрока Среднего Запада НАСС и попав в первую десятку Сборной всех звёзд Тихоокеанской конференции НАСС, во втором сезоне он вывел команду, будучи её неформальным лидером, в Финал Четырёх и получил место в игре национального чемпионата.

## Профессиональная карьера

### НБА

#### Восхождение звезды
Аринас ушёл из университета после 2 лет обучения и подал заявку на драфт НБА 2001 года. Попав туда, он мечтал быть выбранным «Нью-Йорк Никс», имевшими два драфт-пика в стартовом раунде. В первом раунде его проигнорировали все команды, а под 2-м пиком второго раунда (30-й общий) Гилберта взял клуб «Голден Стэйт Уорриорз».
Первый сезон Аринаса в НБА стал для него и «Уорриорз» провальным: из-за незначительных травм оказываясь в резерве команды и пропустя первые два месяца, Гилберт появился в стартовом составе в последних 30 играх сезона и в среднем за игру набирал по 10,9 очков в 47 сыгранных матчах «регулярки», а «Уорриорз» к концу сезона оказались на последнем месте в Западной конференции. Аринас был признан Новичком месяца НБА в Западной конференции за апрель 2002 года, набирая в том месяце по 16,6 очков и делая по 6,1 передач, 4,8 подбора и 2 перехвата в среднем за игру в 9 матчах. Среди всех новичков сезона Аринас получил 3-е место по количеству передач и перехватов, а также 4-е место по количеству очков и проценту попаданий штрафных и трёхочковых бросков.
Во втором сезоне, 23 марта 2003 года во встрече с командой «Вашингтон Уизардс» Аринас провёл свою первую в НБА и единственную в составе «Голден Стэйт Уорриорз» игру с 40+ очками; на его счету было 41 очко, и он существенно помог «Уорриорз» взять верх над «Уизардс», во главе которых в то время стоял Майкл Джордан, со счётом 107:113. Сыграв во всех матчах в сезоне, Аринас заметно прогрессировал в своём баскетбольном мастерстве, за что получил награду Самого прогрессирующего игрока НБА и заработал репутацию перспективного защитника: он набирал по 18,3 очков в среднем за игру в 82 встречах, в которых выходил играть в старте. На Матче новичков НБА, где он принял участие, его признали Самым ценным игроком по итогам игры. Также он стал одним из восьми игроков НБА, кто достиг показателей по крайней мере в 18 очков, 5,5 передач и 4,5 подбора в среднем за игру.

#### Приход в новый клуб
По окончании сезона 2002/03 года, 8 августа 2003 года Аринас подписал контракт с клубом «Вашингтон Уизардс» на сумму 65 млн долларов и длительностью 6 лет; по слухам, Аринас бросил монету, чтобы решить, в какой клуб — «Вашингтон Уизардс», «Голден Стэйт Уорриорз» или «Лос-Анджелес Клипперс» — идти. Если бы он был выбран в первом раунде драфта, «Уорриорз», находившиеся на потолке зарплат, были бы в состоянии воспользоваться исключениями потолка зарплат в соответствии с предложением. Однако в то время эти исключения не могли быть использованы при повторном подписании игроков второго раунда, что означало несоответствие «Уорриорз» предложению. Позднее было создано «Правило Гилберта Аринаса», давшее возможность командам, оказавшимся в положении «Уорриорз», переподписать ограниченно свободных агентов, выбранных не в первом раунде.
В первых 55 играх дебютного сезона за «Уизардс», в 52 из которых он выходил в стартовой пятёрке, Аринас набирал по 19,6 очков в среднем за игру. Весь сезон он боролся с травмой брюшных мышц, из-за чего ему пришлось пропустить около 30 финальных игр сезона.

#### Сезон 2004/05
В следующем сезоне ряды «Уизардс» пополнил в прошлом партнёр Аринаса по «Уорриорз» Антуан Джеймисон, пришедший из «Даллас Маверикс» в результате обмена. Командное трио, состоявшее из Аринаса, Джеймисона и Ларри Хьюза, стало самым результативным в лиге по итогам сезона (67,1 очков в среднем за игру на троих) и было названо «Большой Тройкой» (англ. The Big Three), причём Аринас и Хьюз, набиравший в этом сезоне в среднем за игру по 22 очка, также стали самой результативной задней линией (47,5 очков в среднем за игру на двоих).
20 декабря 2004 года в гостевом матче против «Голден Стэйт Уорриорз» Аринас набрал 29 очков и совершил победный бросок за 0,8 секунд до окончания игры.
Возглавляемые Аринасом «Уизардс», с соотношением побед и поражений 45—37 в сезоне, ставшим лучшим результатом команды за последние 26 лет, заняв 2-е и 5-е места соответственно в Юго-Восточном дивизионе и Восточной конференции, впервые с 1997 года вырвались в плей-офф. В первом раунде им выпали «Чикаго Буллз», уступившие с результатом 4—2. Главным событием этой серии стала концовка 5-й игры, когда Аринас при равном счёте обеих команд совершил разгромный для соперников бросок с сиреной на расстоянии 16 футов от кольца, принёсший победные 2 очка «Уизардс» (112:110); эта победа вывела «Вашингтон» в лидеры, что стало первым лидерством команды в сериях плей-офф с 1986 года. Пройдя в следующий раунд впервые за последние 23 года, «Уизардс» проиграли «Майами Хит», лидеру Восточной конференции, серию из четырёх матчей и выбыли из плей-офф.
Аринас завершил сезон с 25,5 очками в среднем за игру, личным рекордом на то время; с этим результатом он закрепился на 7-м месте в лиге. Кроме того, Гилберт стал первым игроком столичной команды, сумевшим набрать 2000+ очков за сезон (2038), со времён Эрла Монро (2065 в сезоне 1968/69).
Аринас впервые принял участие в Матче всех звёзд НБА вместе со своим одноклубником Антуаном Джеймисоном за «Восток», а перед этим он стал участником Конкурса умений, проводимого во время Звёздного уикенда НБА, и занял там четвёртое место. Также его включили в третью символическую пятёрку Сборной всех звёзд НБА. Один раз его признали Игроком недели НБА в Восточной конференции (5 декабря 2004 года); это стало первым случаем для «Вашингтон Уизардс» со времён Майкла Джордана (2 марта 2003 года).

#### Сезон 2005/06
В сезоне 2005/06 года в «Вашингтон» на место Хьюза пришёл Кэрон Батлер, сменив первого в лидерском трио команды. Аринас установил личный рекорд результативности — 29,3 очков в среднем за игру, а также набрал рекордные 2346 очков за сезон; в обоих показателях он стал 4-м в лиге по сезонному рейтингу, а в первом показателе — 2-м в истории столичного клуба после Уолта Беллами, набиравшего 31,6 очко в среднем за игру в сезоне 1961/62 года. Также 4-е место в лиге он получил по количеству перехватов в среднем за игру (2). Обновлённое Батлером трио лидеров «Вашингтона» («Большая Тройка») снова завоевало первенство в лиге (67,4 очков в среднем за игру на троих).
С их помощью «Уизардс» второй раз подряд заняли 2-е место в своём дивизионе и 5-е в Восточной конференции и прошли в плей-офф. В первом круге они встретили «Кливленд Кавальерс». Команды поочерёдно побеждали одна другую. Их противостояние переросло в дуэль двух лучших игроков каждой из них, Гилберта Аринаса и Леброна Джеймса, набравших в 5-м матче серии 44 и 45 очков соответственно, что стало для Аринаса рекордной и единственной с 40+ очками игрой в плей-офф. Ранее, в 4-й игре серии, сменив во время перерыва после третьей четверти майку, шорты, обувь и трико, Аринас в завершающей встречу четверти набрал 20 очков и принёс победу своей команде (96:106). Ещё раньше, в 3-й игре серии у Аринаса была возможность принести победу своей команде в случае реализации им трёхочкового броска на последних секундах матча, но он промахнулся, и «Уизардс» проиграли со счётом 97:96. Однако основная драма разыгралась в 6-й игре серии, проведённой на домашней арене «Вашингтона». За считанные секунды до конца четвёртого периода «Кавальерс» лидировали в игре, а «вашингтонцы» имели право владения мячом, умело использованное Аринасом, реализовавшим после вбрасывания мяча трёхочковый бросок с 40-футового расстояния и сравнявшим счёт обеих команд к концу основного времени. В овертайме Аринасу вновь была предоставлена возможность спасти «Уизардс» от поражения, но он не оправдал надежд: получив на последних секундах игры право выполнения штрафных бросков, являвшихся для его команды ключевыми, Гилберт не попал ни разу. «Кливлендцы» оказались ловчее на подборе и завладели мячом; после тайм-аута «Кавальерс» решили исход матча в свою пользу, совершив точный бросок в корзину соперников (114:113 [ОТ]), и прошли в следующий раунд. На послематчевой пресс-конференции Аринас сказал: «Я сообщил тренеру о том, что возьму неделю отдыха для отработки штрафных бросков». 34 очка и 47,3 минут Аринаса в среднем за игру в этой серии стали самыми высокими показателями по итогам плей-офф.
По итогам сезона Гилберт лидировал в лиге с личным рекордом — 3384 (42,3 в среднем за игру) минуты игрового времени, проведённой в 80 играх в стартовом составе, как и в предыдущем сезоне (3274 и 40,9 в среднем за игру), причём по количеству сыгранных минут в среднем за игру в обоих сезонах он занимал 3-е место в лиге. Аринасу удалось добавить ещё несколько рекордов в свой актив: 161 перехват (2-е место в лиге), 297 потерь (1-е место), 286 персональных фолов (4-е место). Также Аринас стал первым игроком «Вашингтон Уизардс», кому удалось набрать 40+ очков в каждой из последовательных игр (47 в матче против «Майами Хит» 30 декабря 2005 года и 44 в матче против «Хьюстон Рокетс» 3 января 2006 года), со времён Майкла Джордана (январь 2002 года).
Незадолго до начала чемпионата, 11 сентября 2005 года Гилберт принимал участие в неофициальном баскетбольном матче, проведённом НБА в рамках благотворительной акции помощи пострадавшим от урагана «Катрина», где помимо него участвовали и другие звёзды лиги. Во время Звёздного уикенда НБА он участвовал, заменив Раджа Белла, в Конкурсе трёхочковых бросков, где прошёл во второй круг, но проиграл Дирку Новицки в соперничестве за первое место. Несмотря на его достижения, ни болельщики, ни тренеры не выбрали Аринаса на Матч всех звёзд НБА в этом сезоне; однако он смог принять в нём участие, попав на место центрфорварда «Индиана Пэйсерс» Джермейна О’Нила, выбывшего по причине травмы из состава команды «Востока». Второй раз был включён в третью пятёрку Сборной всех звёзд НБА. Также три раза признавался Игроком недели НБА в Восточной конференции (13 ноября 2005 и 12 и 26 февраля 2006 годов).
В межсезонье он сказал, что был готов пойти на снижение зарплаты, чтобы дать команде дополнительные деньги для подписания доступных свободных агентов, а также выразил желание выиграть чемпионат НБА вместе с «Вашингтон Уизардс».

#### Сезон 2006/07
В следующем сезоне, 17 декабря 2006 года в матче, проведённом на арене «Стэйплс-центра», против команды «Лос-Анджелес Лейкерс» Аринас набрал 60 очков, тем самым установив личный и командный рекорды по количеству набранных очков в одной игре, причём 16 очков он набрал в овертайме и таким образом установил рекорд НБА по количеству набранных очков в одном овертайме. Также Аринас сделал 8 подборов, столько же передач и значительно помог, практически в одиночку набирая в овертайме очки своему клубу, «Вашингтон Уизардс» в борьбе с «Лейкерс» и в дальнейшей победе над ними же со счётом 147:141 (ОТ). Вскоре после завершения матча защитник «Лейкерс» Коби Брайант резюмировал игру Аринаса, упомянув о «27, брошенных Гилбертом, и 30, брошенных „Лейкерс“, штрафных» и «неоправданно брошенных мячах, многие из которых залетели в кольцо только благодаря удаче», а также заявил, что «тщательно подготовится к ответной встрече в Вашингтоне». По словам Гилберта, на игре присутствовало 85 его друзей и родственников, приглашённых им самим, что стало для него мотивацией к победе. Предыдущий рекорд столичной команды по количеству набранных очков одним игроком за один матч был достигнут в аналогичной игре 13 февраля 1968 года Эрлом Монро и равнялся 56 очкам, а предыдущий рекорд НБА, установленный 18 января 2005 года в матче «Денвер Наггетс» против «Сиэтл Суперсоникс», по количеству набранных очков одним игроком за один овертайм принадлежал Эрлу Бойкинсу и был всего на одно очко меньше.
Аринас обратил на себя внимание, когда сам ушёл из сборной США на Чемпионат мира по баскетболу 2006 года, потому что чувствовал, что ассистенты тренеров Майкл Д’Антони и Нейт Макмиллан предопределили окончательный состав сборной ещё до начала отбора. После этого он заявил, что планировал набрать по 50 очков против их команд («Финикс Санз» и «Портленд Трэйл Блэйзерс» соответственно). Аринас достиг своей цели, набрав 54 очка 22 декабря 2006 года в игре против «Финикс Санз»; он также установил личный рекорд по количеству попаданий и попыток бросков с игры (21-из-37) и в 6 попытках из 12 оказался точен в бросках из-за трёхочковой линии, а «Уизардс» в напряжённой игре победили со счётом 144:139 (ОТ), прервав победную 15-матчевую серию «Санз». Однако позднее, 11 февраля 2007 года в первом матче сезона против «Портленд Трэйл Блэйзерс» Аринас набрал лишь 9 очков и установил командный антирекорд по количеству нереализованных трёхочковых бросков (8); во встрече сильнее оказались «портлендцы», победившие со счётом 94:73. После игры 20 марта 2007 года против «Трэйл Блэйзерс» Аринас написал в своём блоге о том, что в ходе встречи, поняв, что ему вновь не выполнить обещанного, поспорил с двумя болельщиками на 10 долларов, что забьёт победный мяч; однако он не забил, и победа досталась соперникам (98:100).
3 января 2007 года, накануне 25-летия Аринаса, «столичные» сошлись в поединке с «Милуоки Бакс»; в этом матче Аринас, сделавший дабл-дабл (32 очка и 11 подборов), отличился трёхочковым броском на последних секундах игры с 32 футов, даровавшим победу «Уизардс» (105:108). Спустя две недели, в День Мартина Лютера Кинга, 15 января 2007 года «вашингтонцы» провели встречу с «Юта Джаз», где Аринас набрал 51 очко и снова совершил победный трёхочковый бросок (111:114). 21 марта 2007 года в выездном матче против «Сиэтл Суперсоникс» Аринас провёл очередную результативную игру (42 очка) и сделал победный лэй-ап с сиреной (108:106); по окончании встречи Аринас традиционно снял и положил свою игровую майку прямо на площадку, где играли команды.
В конце сезона, 4 апреля 2007 года во время домашней встречи с «Шарлотт Бобкэтс» в результате столкновения с защитником Джеральдом Уоллесом Аринас разорвал срединно-боковую связку колена, когда Уоллес, сделав бросок из-под кольца, упал прямо ему на ногу. Аринасу пришлось завершить сезон. Травма сильно сказалась на его дальнейшей карьере и явилась причиной пропуска им квалификационного турнира к Олимпиаде-2008 и, как следствие, непопадания в состав сборной США на этих соревнованиях. На момент её Аринас принял участие в 74 играх сезона, в 73 из которых он начинал играть с первых секунд. «Уизардс» изо всех сил пытались закончить сезон с травмированными Аринасом и Батлером. «Вашингтон» добился попадания в плей-офф, но был выбит уже в первом раунде-реванше «Кливленд Кавальерс».
Аринас лидировал в лиге по количеству попаданий и попыток трёхочковых бросков за сезон (205-из-584). По количеству попаданий и попыток штрафных бросков за сезон (606-из-718) он занял 2-ю позицию в лиге. Гилберт занял 3-е место в лиге по количеству очков в среднем за игру (28,4) и за сезон (2105). Также он стал одним из двух игроков за всю историю столичной команды, набравших 2000+ очков в каждом из трёх последовательных сезонов (2004/05—2006/07), после Уолта Беллами (1961/62—1963/64).
Последний раз Аринас выступил на Матче всех звёзд НБА в команде звёзд Восточной конференции, куда впервые был определён в стартовый состав, обогнав по количеству полученных голосов (1 454 166) Винса Картера (1 451 156); в это время он был вторым в лиге по результативности в среднем за игру (29,7 очков). Второй раз принял участие в Конкурсе трёхочковых бросков НБА, где снова прошёл в финальный раунд, но в итоге занял пятое место. Единственный раз за карьеру вошёл в состав второй пятёрки Сборной всех звёзд НБА. Трижды был признан Игроком недели НБА в Восточной конференции (10 и 17 декабря 2006 и 7 января 2007 годов), а также его провозгласили Игроком месяца НБА в Восточной конференции за декабрь 2006 года, когда Аринас в каждом матче этого месяца набирал в среднем по 34,1 очка.
В межсезонье Аринас сообщил газете «Вашингтон пост» о том, что собирается «отказаться» от своего контракта с «Вашингтон Уизардс» по окончании сезона 2007/08 года и планирует стать неограниченно свободным агентом.

#### Сезон 2007/08
В начале следующего сезона Аринас сыграл лишь в 8 матчах из-за полученной в прошлом сезоне травмы колена, прежде чем он снова начал практиковаться в марте 2008 года и вернулся к выступлениям 2 апреля 2008 года в проигранном «Уизардс» матче против «Милуоки Бакс» (110:109), где набрал 17 очков.
Десятью днями ранее Аринас выбежал из командной раздевалки перед игрой «Вашингтона» против «Детройт Пистонс»; он хотел играть, но его врач не дал ему разрешение на игру. 9 апреля 2008 года во время матча Гилберт неожиданно вышел на игровую площадку за 5:30 минут до окончания первой четверти; он набрал 13 очков и сделал 3 передачи, оказав «Уизардс» помощь в победе над «Бостон Селтикс» (95:109). Аринас вышел на замену в оставшихся играх сезона, не нарушая при этом построенной командной тактики, где не предусматривалось его участие. Гилберту дали возможность выступить в играх серии 1-го раунда плей-офф против «Кливленд Кавальерс», с которыми «Уизардс» встречались 3-й год подряд, однако было очевидно, что он не был здоров на 100 %; в первых 3 встречах Аринас играл ограниченное количество минут, ссылаясь на боли в прооперированном колене, а за несколько минут до начала 4-й он объявил, что не сыграет остальную часть плей-офф.
9 июня 2008 года Аринас сделал официальный отказ от последнего года своего контракта с «Вашингтон Уизардс». Он также заявил, что рассмотрит переподписание соглашения с ними, если они смогут сохранить в клубе свободного агента и его партнёра по команде Антуана Джеймисона, у которого летом истекал контракт. Вскоре «Уизардс» действительно переподписали Джеймисона. Позже Аринас получил предложение 5-летнего контракта на сумму более чем 100 млн долларов от «Голден Стэйт Уорриорз» и максимального 6-летнего контракта на сумму 124 млн долларов от «Вашингтон Уизардс». 13 июля 2008 года руководством «Вашингтона» было официально объявлено о подписании нового контракта с Аринасом стоимостью 111 млн долларов и сроком 6 лет.

#### Сезон 2008/09
В связи с различными травмами, полученными им с апреля 2007 года, с начала следующего сезона Аринас пропустил все игры вплоть до 28 марта 2009 года, когда он сыграл в домашнем матче против «Детройт Пистонс», сделав дабл-дабл (15 очков и 10 передач), но не сумев обеспечить победу своей команде на последних секундах встречи (98:96). Он также сыграл во втором матче в сезоне 2 апреля 2009 года против «Кливленд Кавальерс», который обе команды провели, играя в ретро-формах; Аринас снова сделал дабл-дабл (11 очков и 10 передач), и «Вашингтон» победил со счётом 101:109, а фанаты были рады видеть Гилберта, Брендана Хэйвуда, Антуана Джеймисона и Кэрона Батлера в объединённом составе впервые за сезон.

#### Сезон 2009/10
Сезон 2009/10 года стартовал для Аринаса и его клуба на оптимистичной ноте: 27 октября 2009 года в первой игре сезона «Уизардс» обыграли «Даллас Маверикс» со счётом 102:91, а Гилберт набрал 29 очков. Однако его эффективность для команды окажется непостоянной в предстоящих неделях; 10 ноября 2009 года в матче против «Майами Хит» Аринас установил командный антирекорд, совершив 12 потерь. Во встрече с «Индиана Пэйсерс» 12 декабря 2009 года Аринас сделал свой первый за пять с половиной лет трипл-дабл. Шестью днями позже, 18 декабря 2009 года в гостевом матче против «Голден Стэйт Уорриорз» Аринас набрал 45 очков, установив личный рекорд результативности за последние 5 сезонов в НБА.

##### Инцидент в раздевалке
24 декабря 2009 года выяснилось, что Аринас признался в хранении незаряженного огнестрельного оружия в своём шкафчике в «Веризон-центре» и сдал его охране. При этом он нарушил не только правила НБА, запрещающие приносить огнестрельное оружие в здания лиги, но также соответствующие постановления округа Колумбии. 1 января 2010 года сообщилось, что Аринас и его партнёр по команде Джаварис Криттентон объяснили нахождение во время Сочельника в раздевалке «Вашингтон Уизардс» незаряженного оружия относительно игорных долгов. Центральный полицейский департамент и офис Прокурора США округа Колумбии начали расследование по данному инциденту, и 14 января 2010 года Аринас был обвинён в ношении пистолета без лицензии, нарушив регламентирующие контроль оружия законы Вашингтона. На следующий день Аринас признал себя виновным в совершении уголовного преступления, связанного с ношением нелицензионного пистолета вне дома или места работы.
6 января 2010 года НБА дисквалифицировала Аринаса на неопределённый срок с невыплатой ему зарплаты до конца расследования. Лига была вынуждена принять меры, когда партнёры Аринаса по команде окружили его во время предматчевого выступления перед игрой против «Филадельфия Севенти Сиксерс», а тот притворился «стреляющим» по окружившим его из воображаемых пистолетов, сымпровизированных им с помощью пальцев. Комиссар НБА Дэвид Стерн сказал в заявлении, что поведение Аринаса после начала расследования «привело его к выводу о том, что тот в настоящее время не подходит для выхода на паркет в играх НБА», добавив также, что Аринас, вероятно, столкнулся с длительной дисквалификацией. «Уизардс» выступили с заявлением, в котором осудили предматчевую шутку своих игроков как «неприемлемую». 27 января 2010 года, после встречи со Стерном, Аринас и Криттентон были дисквалифицированы на остаток сезона. 2 февраля 2010 года Аринас написал открытую передовицу «Вашингтон пост», в которой извинился за свои действия, в частности за неудачу в попытке стать для молодёжи лучшим примером для подражания и «шутки в серьёзной ситуации». 26 марта 2010 года Аринас был осуждён за свои преступления и приговорён к 2 годам лишения свободы условно и 30 дням пребывания в реабилитационном центре. Он начал исполнять приговор в реабилитационном центре 9 апреля 2010 года, а был освобождён 7 мая того же года.

#### Сезон 2010/11
По возвращении в «Уизардс» в следующем сезоне Аринас поменял свой игровой номер с «0» на «9», утверждая, что это является частью смены имиджа, подпорченного событиями прошлого сезона вокруг скандала, связанного с инцидентом в раздевалке. (Он носил номер «0» на протяжении всего времени выступлений в НАСС и НБА как постоянное напоминание о количестве данных ему критиками игровых минут, которые он проведёт в НБА.)
Гилберт лидировал в команде в стартовых 24 матчах сезона по результативности с 17,3 очками в среднем за игру.
18 декабря 2010 года «Вашингтон Уизардс» обменяли Аринаса на Рашарда Льюиса в «Орландо Мэджик». Придя в «Орландо», Аринас выбрал игровой номер «1» в честь своего любимого игрока, Анферни «Пенни» Хардуэя, игравшего под этим же номером в этой же команде и приобретшего там наибольшую известность.

#### Сезон 2011/12
5 ноября 2011 года Аринас вместе со своими бывшими одноклубниками Антуаном Джеймисоном и Джейсоном Ричардсоном принял участие в благотворительном выставочном матче по баскетболу, проведённом в Сан-Хосе, в команде, носившей название «We Believe» и состоявшей из бывших игроков «Голден Стэйт Уорриорз».
9 декабря 2011 года «Орландо Мэджик» отказались от Аринаса согласно условию амнистии. Пробыв на рынке свободных агентов, 20 марта 2012 года Аринас подписал контракт с клубом «Мемфис Гриззлис»; после прихода туда Аринас сменил игровой номер на «10».

### КБА
19 ноября 2012 года Аринас достиг соглашения с клубом КБА «Шанхай Шаркс». Начав выступать там, он вернулся к своему прежнему игровому номеру «0».

## Личная жизнь
У Аринаса с Лаурой Гован четверо детей. Он встретил Гован, когда играл в составе «Голден Стэйт Уорриорз». Она работала в пресс-службе «Сакраменто Кингз». «Вашингтон пост» охарактеризовала их отношения как «бурные» с «периодическими расставаниями и примирениями». Одно время Гован владела алиментами, а документы на опеку подавали Аринасу во время перерывов в баскетбольных матчах. Он ответил: «Она говорит всему миру, что не получает денег, но на самом деле получает 20 тыс. долларов в месяц». Гован появилась в телесериале «Баскетбольные жёны: Лос-Анджелес», и в 2011 году Аринас подал в суд на неё и продюсеров шоу за «нарушение прав на товарный знак, ложную рекламу и незаконное присвоение статуса звезды», однако в 2012 году забрал иск. В том же году стало известно, что пара готовилась к свадьбе. Об их отношениях Гован сказала: «Люди говорят, что он милашка, я милашка. Знаете, мы друг у друга милашки. Все когда-то расходятся и сходятся. Просто, так уж получилось, что мы оказались во внимании публики. Учишься взрослеть».
Один из двоюродных братьев Гилберта — Хавьер Аринас, профессиональный футболист, выступающий на позиции корнербека за команду «Атланта Фэлконс». Другой, Армандо Мурилло, выступал в КФЛ.
5 января 2007 года Аринас инициировал в честь своего 25-летия вечеринку, названную «Arenas Express» и организованную хип-хоп деятелем Пи Дидди; она собрала множество знаменитостей и привлекла внимание национальных СМИ. Гилберт дружит с рэпером Game; он был отмечен на буклете второго альбома Game под названием Doctor’s Advocate. Также Гилберт коллекционирует баскетбольные майки игроков различных команд НБА; в его коллекции свыше двухсот маек, многие из которых с автографами. Он поддерживал антимеховое движение организации PETA, позируя в рубашках для их кампании «Ink, Not Mink». Аринас — заядлый игрок серии игр Halo; его персональный игровой профиль — Agent Arenas — официально спонсировался Final Boss, профессиональной командой игры Halo 3. В 2007 году Аринас был выбран в качестве модели для лицевой обложки компьютерной игры ''NBA Live 08'' в гостевой форме «Вашингтон Уизардс»; по этому поводу он сказал: «Мечта сбылась. Я большой геймер и играю в NBA Live с 1995 года. Но никогда не думал, что увидел бы своё лицо на обложке игры EA Sports».
Аринас жертвовал школам Вашингтона по 100 долларов за каждое набранное им очко в домашних матчах в сезоне 2006/07 года, в то время как бывший владелец клуба «Вашингтон Уизардс», ныне покойный Эйб Поллин жертвовал столько же за каждую гостевую встречу. Гилберт также воспитывал вашингтонского мальчика, потерявшего в 10 лет от пожара семью; он устроил его бол-боем в «Вашингтон Уизардс».
Аринас имел собственную обувь, Adidas Gil Zero, а также свою линию обуви под названием Adidas TS Lightswitch. Он носит 14½ размер обуви. После событий, связанных с произошедшим в раздевалке «Веризон-центра» в конце 2009 года, «Адидас» расторгли спонсорский контракт с Аринасом. Вместо заключения новой сделки он вернулся к своей обширной коллекции обуви: практически каждую игру сезона Аринас проводил в разной паре обуви, сменив в общей сложности 77 различных пар.
27 июня 2013 года Аринас был арестован полицией Лос-Анджелеса за хранение нелегальных пиротехнических средств.

## Статистика выступлений
Жирным шрифтом обозначен рекордный показатель за карьеру.

### Колледж
| Сезон      | Команда             | G  | MP   | FG  | FGA | 3P  | 3PA | FT  | FTA | RB  | AST | STL | BLK | TOV | PF  | PTS  | FG%  | 3P%  | FT%  | MPPG | PPG  | RPG | APG |
| ---------- | ------------------- | -- | ---- | --- | --- | --- | --- | --- | --- | --- | --- | --- | --- | --- | --- | ---- | ---- | ---- | ---- | ---- | ---- | --- | --- |
| 1999/00    | «Аризона Уайлдкэтс» | 34 | 1093 | 187 | 413 | 38  | 130 | 111 | 148 | 138 | 71  | 71  | 9   | 87  | 83  | 523  | .453 | .292 | .750 | 32.1 | 15.4 | 4.1 | 2.1 |
| 2000/01    | «Аризона Уайлдкэтс» | 36 | 1044 | 208 | 434 | 69  | 166 | 97  | 134 | 131 | 84  | 65  | 7   | 101 | 82  | 582  | .479 | .416 | .724 | 29.0 | 16.2 | 3.6 | 2.3 |
| За карьеру | За карьеру          | 70 | 2137 | 395 | 847 | 107 | 296 | 208 | 282 | 269 | 155 | 136 | 16  | 188 | 165 | 1105 | .466 | .361 | .738 | 30.5 | 15.8 | 3.8 | 2.2 |

### НБА

#### Регулярный сезон
| Сезон      | Команда                 | G   | GS  | MP   | FG  | FGA  | FG%  | 3P  | 3PA | 3P%  | FT  | FTA  | FT%  | ORB | DRB | TRB | AST  | STL | BLK | TOV | PF  | PTS  |
| ---------- | ----------------------- | --- | --- | ---- | --- | ---- | ---- | --- | --- | ---- | --- | ---- | ---- | --- | --- | --- | ---- | --- | --- | --- | --- | ---- |
| 2001/02    | «Голден Стэйт Уорриорз» | 47  | 30  | 24.6 | 3.7 | 8.2  | .453 | 0.8 | 2.4 | .345 | 2.6 | 3.4  | .775 | 0.9 | 1.9 | 2.8 | 3.7  | 1.5 | 0.2 | 2.1 | 2.4 | 10.9 |
| 2002/03    | «Голден Стэйт Уорриорз» | 82  | 82  | 35.0 | 6.2 | 14.4 | .431 | 1.3 | 3.8 | .348 | 4.5 | 5.7  | .791 | 1.2 | 3.5 | 4.7 | 6.3  | 1.5 | 0.2 | 3.5 | 3.2 | 18.3 |
| 2003/04    | «Вашингтон Уизардс»     | 55  | 52  | 37.6 | 6.5 | 16.6 | .392 | 2.3 | 6.1 | .375 | 4.3 | 5.8  | .748 | 1.0 | 3.6 | 4.6 | 5.0  | 1.9 | 0.2 | 4.1 | 3.2 | 19.6 |
| 2004/05    | «Вашингтон Уизардс»     | 80  | 80  | 40.9 | 8.2 | 19.0 | .431 | 2.6 | 7.0 | .365 | 6.5 | 8.0  | .814 | 1.0 | 3.7 | 4.7 | 5.1  | 1.7 | 0.3 | 3.0 | 3.1 | 25.5 |
| 2005/06    | «Вашингтон Уизардс»     | 80  | 80  | 42.3 | 9.3 | 20.9 | .447 | 2.5 | 6.8 | .369 | 8.2 | 10.0 | .820 | 0.7 | 2.8 | 3.5 | 6.1  | 2.0 | 0.3 | 3.7 | 3.6 | 29.3 |
| 2006/07    | «Вашингтон Уизардс»     | 74  | 73  | 39.8 | 8.7 | 20.9 | .418 | 2.8 | 7.9 | .351 | 8.2 | 9.7  | .844 | 0.8 | 3.7 | 4.6 | 6.0  | 1.9 | 0.2 | 3.2 | 3.4 | 28.4 |
| 2007/08    | «Вашингтон Уизардс»     | 13  | 8   | 32.7 | 6.0 | 15.1 | .398 | 1.7 | 6.0 | .282 | 5.7 | 7.4  | .771 | 0.5 | 3.5 | 3.9 | 5.1  | 1.8 | 0.1 | 3.8 | 2.3 | 19.4 |
| 2008/09    | «Вашингтон Уизардс»     | 2   | 2   | 31.5 | 3.0 | 11.5 | .261 | 1.0 | 3.5 | .286 | 6.0 | 8.0  | .750 | 0.5 | 4.0 | 4.5 | 10.0 | 0.0 | 0.5 | 0.5 | 2.0 | 13.0 |
| 2009/10    | «Вашингтон Уизардс»     | 32  | 32  | 36.5 | 7.9 | 19.3 | .411 | 2.0 | 5.7 | .348 | 4.8 | 6.5  | .739 | 0.5 | 3.6 | 4.2 | 7.2  | 1.3 | 0.3 | 3.7 | 3.0 | 22.6 |
| 2010/11    | Всего                   | 70  | 16  | 25.7 | 3.8 | 10.5 | .366 | 1.4 | 4.7 | .297 | 1.7 | 2.2  | .784 | 0.3 | 2.4 | 2.7 | 3.9  | 1.1 | 0.3 | 2.5 | 2.7 | 10.8 |
| 2010/11    | «Вашингтон Уизардс»     | 21  | 14  | 34.6 | 6.2 | 15.7 | .394 | 2.2 | 6.9 | .324 | 2.7 | 3.2  | .836 | 0.3 | 3.0 | 3.3 | 5.6  | 1.4 | 0.6 | 3.4 | 3.6 | 17.3 |
| 2010/11    | «Орландо Мэджик»        | 49  | 2   | 21.8 | 2.8 | 8.2  | .344 | 1.0 | 3.7 | .275 | 1.3 | 1.8  | .744 | 0.3 | 2.1 | 2.4 | 3.2  | 0.9 | 0.2 | 2.2 | 2.3 | 8.0  |
| 2011/12    | «Мемфис Гриззлис»       | 17  | 0   | 12.4 | 1.5 | 3.8  | .406 | 0.8 | 2.3 | .333 | 0.4 | 0.6  | .700 | 0.1 | 0.9 | 1.1 | 1.1  | 0.6 | 0.1 | 0.7 | 2.1 | 4.2  |
| За карьеру | За карьеру              | 552 | 455 | 35.1 | 6.7 | 16.0 | .421 | 2.0 | 5.6 | .351 | 5.2 | 6.5  | .803 | 0.8 | 3.1 | 3.9 | 5.3  | 1.6 | 0.2 | 3.2 | 3.0 | 20.7 |

#### Плей-офф
| Год        | Команда             | G  | GS | MP   | FG   | FGA  | FG%  | 3P  | 3PA | 3P%  | FT  | FTA  | FT%  | ORB | DRB | TRB | AST | STL | BLK | TOV | PF  | PTS  |
| ---------- | ------------------- | -- | -- | ---- | ---- | ---- | ---- | --- | --- | ---- | --- | ---- | ---- | --- | --- | --- | --- | --- | --- | --- | --- | ---- |
| 2005       | «Вашингтон Уизардс» | 10 | 10 | 45.0 | 7.3  | 19.4 | .376 | 1.8 | 7.7 | .234 | 7.2 | 9.4  | .766 | 0.8 | 4.4 | 5.2 | 6.2 | 2.1 | 0.6 | 3.9 | 3.4 | 23.6 |
| 2006       | «Вашингтон Уизардс» | 6  | 6  | 47.3 | 10.8 | 23.3 | .464 | 3.3 | 7.7 | .435 | 9.0 | 11.7 | .771 | 1.2 | 4.3 | 5.5 | 5.3 | 2.2 | 0.7 | 3.3 | 3.5 | 34.0 |
| 2008       | «Вашингтон Уизардс» | 4  | 2  | 23.5 | 3.5  | 9.0  | .389 | 1.3 | 3.0 | .417 | 2.5 | 3.0  | .833 | 0.0 | 1.8 | 1.8 | 2.8 | 0.5 | 0.0 | 2.0 | 3.3 | 10.8 |
| 2011       | «Орландо Мэджик»    | 5  | 0  | 16.2 | 3.6  | 8.4  | .429 | 0.6 | 2.4 | .250 | 0.8 | 1.2  | .667 | 0.8 | 2.0 | 2.8 | 2.4 | 0.2 | 0.2 | 1.2 | 2.8 | 8.6  |
| 2012       | «Мемфис Гриззлис»   | 6  | 0  | 3.8  | 0.3  | 1.3  | .250 | 0.0 | 0.7 | .000 | 0.0 | 0.0  | .000 | 0.0 | 0.2 | 0.2 | 0.2 | 0.0 | 0.0 | 0.2 | 1.0 | 0.7  |
| За карьеру | За карьеру          | 31 | 18 | 30.1 | 5.5  | 13.5 | .410 | 1.5 | 4.9 | .305 | 4.5 | 5.9  | .769 | 0.6 | 2.8 | 3.5 | 3.8 | 1.2 | 0.4 | 2.4 | 2.8 | 17.1 |

#### Матч всех звёзд
| Год        | Команда    | G | GS | MP    | FG | FGA | FG%  | 3P | 3PA | 3P%  | FT | FTA | FT%  | ORB | DRB | TRB | AST | STL | BLK | TOV | PF | PTS |
| ---------- | ---------- | - | -- | ----- | -- | --- | ---- | -- | --- | ---- | -- | --- | ---- | --- | --- | --- | --- | --- | --- | --- | -- | --- |
| 2005       | «Восток»   | 1 | 0  | 15:00 | 3  | 11  | .273 | 1  | 3   | .333 | 0  | 0   | .000 | 1   | 1   | 2   | 3   | 0   | 0   | 0   | 1  | 7   |
| 2006       | «Восток»   | 1 | 0  | 9:51  | 0  | 4   | .000 | 0  | 2   | .000 | 1  | 2   | .500 | 0   | 0   | 0   | 1   | 1   | 0   | 1   | 1  | 1   |
| 2007       | «Восток»   | 1 | 1  | 19:48 | 3  | 8   | .375 | 2  | 7   | .286 | 0  | 0   | .000 | 0   | 1   | 1   | 4   | 2   | 0   | 1   | 0  | 8   |
| За карьеру | За карьеру | 3 | 1  | 45    | 6  | 23  | .261 | 3  | 12  | .250 | 1  | 2   | .500 | 1   | 2   | 3   | 8   | 3   | 0   | 2   | 2  | 16  |

### КБА
| Сезон   | Команда        | G  | GS | MPPG | FG%  | 3P%  | FT%  | RPG | APG | SPG | BPG | PPG  |
| ------- | -------------- | -- | -- | ---- | ---- | ---- | ---- | --- | --- | --- | --- | ---- |
| 2012/13 | «Шанхай Шаркс» | 14 | 8  | 27.3 | .500 | .407 | .768 | 7.3 | 3.0 | 0.9 | 0.3 | 20.7 |

## Награды и достижения

### Спортивные
- Самый прогрессирующий игрок НБА: 2003
- Самый ценный игрок Матча новичков НБА: 2003
- Участник Матча всех звёзд НБА: 2005, 2006, 2007
- Участник Конкурса умений НБА: 2005 (4)
- Участник Конкурса трёхочковых бросков НБА: 2006 (2), 2007 (5)
- Включён в Сборную всех звёзд НБА:

- Вторая пятёрка: 2007
- Третья пятёрка: 2005, 2006

- Лидер НБА по количеству сыгранных минут в сезоне: 2006 (3384)
- Лидер НБА по количеству совершённых потерь в сезоне: 2006 (297)
- Лидер НБА по количеству попаданий и попыток трёхочковых бросков в сезоне: 2007 (205-из-584)
- Лидер НБА по количеству очков в среднем за игру в плей-офф: 2006 (34)
- Лидер НБА по количеству минут в среднем за игру в плей-офф: 2006 (47,3)
- Игрок месяца НБА в Восточной конференции за декабрь 2006 года
- 7-кратный Игрок недели НБА в Восточной конференции
- Новичок месяца НБА в Западной конференции за апрель 2002 года
- Самый выдающийся игрок Среднего Запада НАСС (2001)
- В 2001 году был включён в первую десятку Сборной всех звёзд Тихоокеанской конференции НАСС

### Прочее
- Стал лицом обложки игры NBA Live 08
- В 2007 году получил награду[англ.] Лучшего Звёздного Блогера[119]

## Рекорды в НБА

### Трипл-даблы
| Очки | Подборы | Передачи | Дата                 | Команда             | Противник         | Итог              |
| ---- | ------- | -------- | -------------------- | ------------------- | ----------------- | ----------------- |
| 25   | 12      | 10       | 5 ноября 2003 года   | «Вашингтон Уизардс» | «Даллас Маверикс» | Победа 90:100     |
| 21   | 12      | 13       | 26 февраля 2004 года | «Вашингтон Уизардс» | «Чикаго Буллз»    | Победа 87:95      |
| 13   | 10      | 10       | 19 марта 2004 года   | «Вашингтон Уизардс» | «Атланта Хокс»    | Победа 84:94      |
| 22   | 10      | 11       | 12 декабря 2009 года | «Вашингтон Уизардс» | «Индиана Пэйсерс» | Поражение 114:113 |

### Игры, в которых набрано более 50 очков
| Очки | Дата                 | Команда             | Противник              | Итог                |
| ---- | -------------------- | ------------------- | ---------------------- | ------------------- |
| 60   | 17 декабря 2006 года | «Вашингтон Уизардс» | «Лос-Анджелес Лейкерс» | Победа 147:141 (ОТ) |
| 54   | 22 декабря 2006 года | «Вашингтон Уизардс» | «Финикс Санз»          | Победа 144:139 (ОТ) |
| 51   | 15 января 2007 года  | «Вашингтон Уизардс» | «Юта Джаз»             | Победа 111:114      |

### Рекордные показатели в одной игре
| Показатель                    | Количество | Дата                                                 | Команда                                       | Противник                                                          | Итог                                                         |
| ----------------------------- | ---------- | ---------------------------------------------------- | --------------------------------------------- | ------------------------------------------------------------------ | ------------------------------------------------------------ |
| Очки                          | 60         | 17 декабря 2006 года                                 | «Вашингтон Уизардс»                           | «Лос-Анджелес Лейкерс»                                             | Победа 147:141 (ОТ)                                          |
| Попадания бросков с игры      | 21         | 22 декабря 2006 года                                 | «Вашингтон Уизардс»                           | «Финикс Санз»                                                      | Победа 144:139 (ОТ)                                          |
| Попытки бросков с игры        | 37         | 22 декабря 2006 года                                 | «Вашингтон Уизардс»                           | «Финикс Санз»                                                      | Победа 144:139 (ОТ)                                          |
| Попадания трёхочковых бросков | 8          | 28 февраля 2004 года                                 | «Вашингтон Уизардс»                           | «Лос-Анджелес Лейкерс»                                             | Поражение 122:110                                            |
| Попытки трёхочковых бросков   | 15         | 25 марта 2005, 9 декабря 2006 и 3 февраля 2007 годов | «Вашингтон Уизардс»                           | «Лос-Анджелес Клипперс», «Хьюстон Рокетс» и «Лос-Анджелес Лейкерс» | Поражение 94:98, 114:109 и 118:102                           |
| Попадания штрафных бросков    | 23         | 8 февраля 2006 года                                  | «Вашингтон Уизардс»                           | «Голден Стэйт Уорриорз»                                            | Победа 124:129                                               |
| Попытки штрафных бросков      | 27         | 17 декабря 2006 года                                 | «Вашингтон Уизардс»                           | «Лос-Анджелес Лейкерс»                                             | Победа 147:141 (ОТ)                                          |
| Подборы в нападении           | 5          | 17 января 2003 года                                  | «Голден Стэйт Уорриорз»                       | «Миннесота Тимбервулвз»                                            | Победа 98:107                                                |
| Подборы в защите              | 10         | 5 ноября 2002 и 2003 и 26 февраля 2004 годов         | «Голден Стэйт Уорриорз» и «Вашингтон Уизардс» | «Сан-Антонио Спёрс», «Даллас Маверикс» и «Чикаго Буллз»            | Поражение 73:93 и Победа 90:100 и 87:95                      |
| Всего подборов                | 12         | 5 ноября 2002 и 2003 и 26 февраля 2004 годов         | «Голден Стэйт Уорриорз» и «Вашингтон Уизардс» | «Сан-Антонио Спёрс», «Даллас Маверикс» и «Чикаго Буллз»            | Поражение 73:93 и Победа 90:100 и 87:95                      |
| Передачи                      | 16         | 21 ноября 2010 года                                  | «Вашингтон Уизардс»                           | «Детройт Пистонс»                                                  | Поражение 110:115 (ОТ)                                       |
| Перехваты                     | 8          | 17 марта 2004 года                                   | «Вашингтон Уизардс»                           | «Сакраменто Кингз»                                                 | Победа 108:114                                               |
| Блок-шоты                     | 3          | 10 февраля 2006 года                                 | «Вашингтон Уизардс»                           | «Кливленд Кавальерс»                                               | Победа 89:101                                                |
| Сыгранные минуты              | 53         | 1 марта 2004, 25 ноября 2005 и 5 мая 2006 годов      | «Вашингтон Уизардс»                           | «Нью-Орлеан Хорнетс», «Детройт Пистонс» и «Кливленд Кавальерс»     | Победа 106:111 (ОТ) и 120:114 (2ОТ) и Поражение 114:113 (ОТ) |

### Рекорды за карьеру
- Количество игр, в которых набрано 50+ очков (регулярный сезон): 3
- Количество игр, в которых набрано 40—49 очков (регулярный сезон): 26 (25 в «Вашингтон Уизардс»)
- Количество игр, в которых набрано 40+ очков (плей-офф): 1
- Количество игр, в которых сделан трипл-дабл: 4
- Количество игр, в которых сделан дабл-дабл (регулярный сезон): 51
- Количество игр, в которых сделан дабл-дабл (плей-офф): 2
- Один из 20 игроков НБА, кто набрал 60 и более очков за игру
- 6 ноября 2009 года набрал своё 10 000-е очко в карьере, совершив точный трёхочковый бросок в матче против клуба «Индиана Пэйсерс»

### Рекорды «Вашингтон Уизардс», установленные Аринасом
- Наибольшее количество попаданий и попыток трёхочковых бросков за всё время выступлений: 868-из-2430[141]
- Наибольшее количество попаданий штрафных бросков в одной игре: 23 (8 февраля 2006 года в матче против «Голден Стэйт Уорриорз»)
- Наибольшее количество очков, набранных в одной игре: 60 (17 декабря 2006 года в матче против «Лос-Анджелес Лейкерс»)
- Наибольшее количество нереализованных трёхочковых бросков в одной игре: 8 (11 февраля 2007 года в матче против «Портленд Трэйл Блэйзерс»)
- Наибольшее количество потерь, совершённых в одной игре: 12 (10 ноября 2009 года в матче против «Майами Хит»[68])

### Рекорды НБА, установленные Аринасом
- Наибольшее количество очков, набранных за 30 или меньше минут в одной игре: 46 очков за 30 минут (25 февраля 2006 года в матче против «Нью-Йорк Никс»)
- Наибольшее количество очков, набранных в одном овертайме: 16 (17 декабря 2006 года в матче против «Лос-Анджелес Лейкерс»)

### Прочее
- Набрал наибольшее количество очков в одной игре на площадке «ЮС Эйрвейс-центра» — 54 (22 декабря 2006 года в матче против «Финикс Санз»)
- Набрал наибольшее количество очков в одной игре на площадке «Веризон-центра» — 51 (15 января 2007 года в матче против «Юта Джаз»)

## Зарплата в НБА
| Сезон                               | Команда                             | Зарплата, $ |
| ----------------------------------- | ----------------------------------- | ----------- |
| 2001/02                             | «Голден Стэйт Уорриорз»             | 332 817     |
| 2002/03                             | «Голден Стэйт Уорриорз»             | 512 435     |
| 2003/04                             | «Вашингтон Уизардс»                 | 8 536 000   |
| 2004/05                             | «Вашингтон Уизардс»                 | 9 389 600   |
| 2005/06                             | «Вашингтон Уизардс»                 | 10 243 200  |
| 2006/07                             | «Вашингтон Уизардс»                 | 11 096 800  |
| 2007/08                             | «Вашингтон Уизардс»                 | 11 950 400  |
| 2008/09                             | «Вашингтон Уизардс»                 | 14 653 466  |
| 2009/10                             | «Вашингтон Уизардс»                 | 16 192 080  |
| 2010/11                             | «Орландо Мэджик»                    | 17 730 694  |
| 2011/12                             | «Орландо Мэджик»                    | 19 269 307  |
| 2012/13                             | «Орландо Мэджик»                    | 20 807 922  |
| За карьеру (возможно, не полностью) | За карьеру (возможно, не полностью) | 140 714 721 |

## Интересные факты
На теле Аринаса имеется целый ряд татуировок:
- Грудь:

- Левая часть: изображение Лос-Анджелеса с двумя большими буквами LA;
- Правая часть: имя дочери Изелы Семайи и дата её рождения, окружённые миниатюрными сердечками.

- Живот: морда тигра (позировал с ней в рекламе PETA);
- Пах: слова «Из грязи в князи» (англ. From Zero to Hero) (символизируют становление Аринаса как баскетболиста);
- Спина: семейное древо (изображение Аринаса и членов его семьи) и слова «Семья — это убежище в бессердечном мире» (англ. Family is a haven in a heartless world);
- Левый бок: слова «Моя игра» (англ. My game) и три звезды (слова позиционируют баскетбол как «игру Аринаса»; звёзды означают количество участий Аринаса на Матче всех звёзд НБА, а также количество включений его в Сборную всех звёзд НБА);
- Пальцы левой руки: слова «Перемены, которые мы выбираем» (англ. Change we believe in) (являлись слоганом предвыборной кампании Барака Обамы);
- Левая нога: портреты Нельсона Манделы, Мартина Лютера Кинга, Барака Обамы и Малкольма Икса (татуировка названа Аринасом «„Чёрная“ Рашмор»);
- Другие части тела (в том числе колени): изображение Христа и семи распятий.

В бытность игроком «Вашингтон Уизардс» Гилберт имел традицию после матча отдавать свою игровую майку, либо оставляя её на игровом паркете, либо бросая в сторону зрительских трибун, либо вручая.

### Комментарии
1. ↑  До этого последний раз 2 игрока от столичной команды участвовали в Матче всех звёзд НБА в 1987 году (Джефф и Мозес Мэлоуны из «Вашингтон Буллетс»).
2. ↑  Личный рекорд Аринаса на тот момент.
3. ↑  Сообщается, что в момент совершения трёхочковых бросков Аринас смотрел в сторону председателя «Санз» Джерри Коланжело, присутствовавшего на игре.
4. ↑  До этого последним игроком столичной команды, в течение 3 сезонов подряд включённым в Сборную всех звёзд НБА, был Элвин Хейз (1973—1977).